# Halictoxenos nymphaeri
Halictoxenos nymphaeri är en insektsart som beskrevs av Pierce 1911. Halictoxenos nymphaeri ingår i släktet Halictoxenos och familjen stekelvridvingar. Inga underarter finns listade i Catalogue of Life.